# Миклошич, Франц
Франц Ксаве́р Ри́ттер фон Ми́клошич (нем. Franz Xaver Ritter von Miklosich; 20 ноября 1813, Радомерщак — 7 марта 1891, Вена) — словенский и австрийский языковед.
Считается основоположником школы сравнительно-исторического изучения грамматики славянских языков и одним из виднейших представителей славистики XIX века.
Член Венской Императорской академии наук (1851; корреспондент с 1848), иностранный член-корреспондент Петербургской академии наук (1856).

## Биография
Франц Ксавер Миклошич родился 20 ноября 1813 года в селе Радомерщак близ Лютомер в Нижней Штирии (современная Словения).

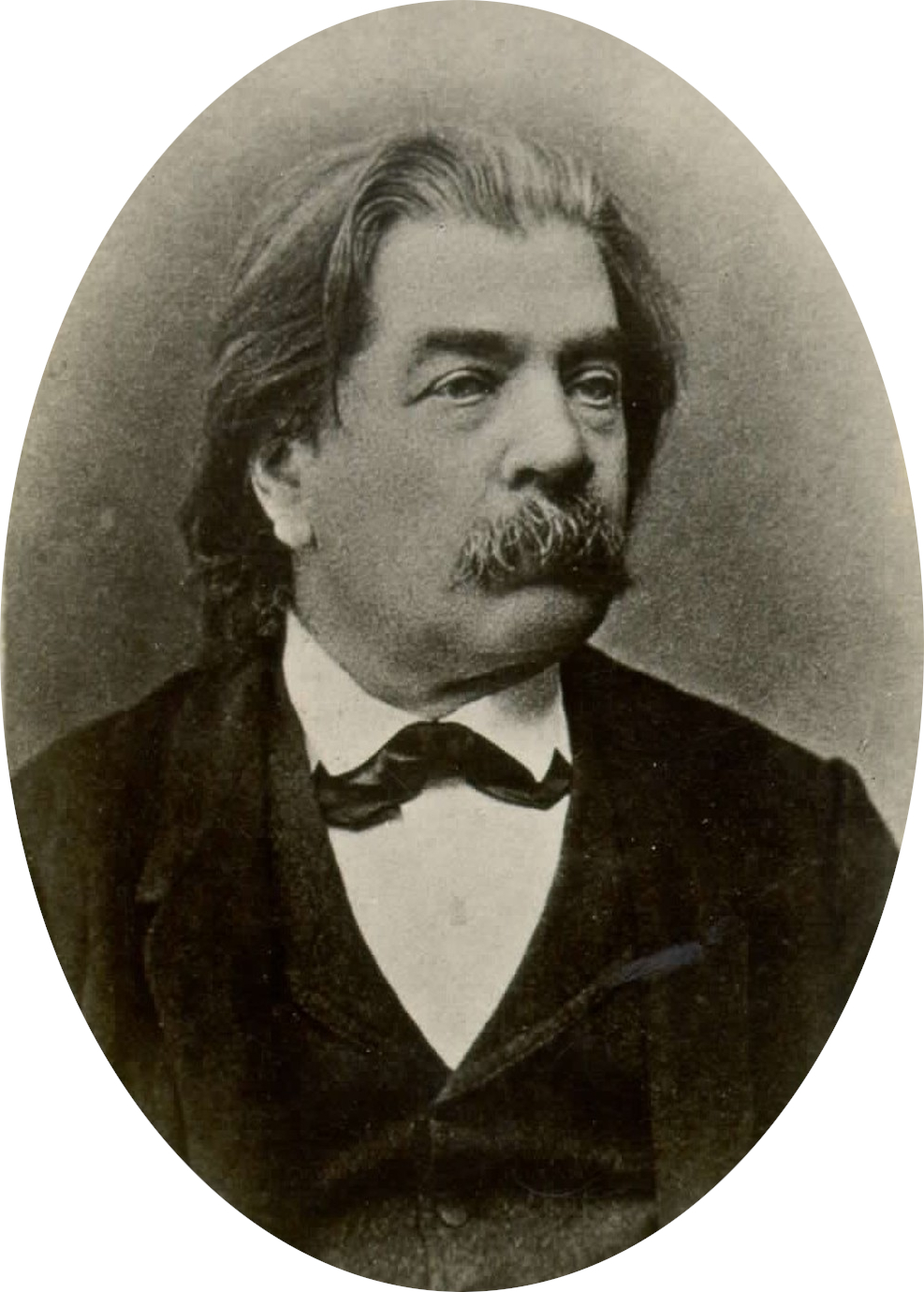
Франц Ксавер Миклошич

Учился в гимназиях в Вараждине и Мариборе. Получил степень доктора философии в Грацском университете, где некоторое время преподавал. В 1838 году Миклошич переехал в Вену, где получил степень доктора юриспруденции, однако вскоре оставил эту область деятельности, полностью посвятив себя изучению славянских языков. В университете на него оказали влияние взгляды словенского филолога и лингвиста Ернея Копитара. В 1844 Миклошич получил должность в Австрийской национальной библиотеке, где работал вплоть до 1862 года.
Первой значительной научной работой Миклошича стал комментарий к «Сравнительной грамматике…» Франца Боппа о связях санскрита со славянскими языками.
В 1849 году Ф. Миклошич становится во главе только что созданной кафедры славянских языков Венского университета. Миклошич стоял у истоков Венского литературного соглашения 1850 года о создании единого сербскохорватского языка. Примечательно, что он оказался единственным не-сербом и не-хорватом, подписавшим данное соглашение. С 1851 года Франц Миклошич — академик Венской академии наук. В 1854—55 годы — ректор Венского университета.
Фундаментальный труд Миклошича «Сравнительная грамматика славянских языков», тт. 1—4, опубликован в 1852—1875 годах; позднее первый и третий тома были полностью переработаны и вышли вторым изданием соответственно в 1879 и 1876 годах. Интерпретируя филологическую аргументацию «паннонской теории» И. В. Ягич в 1885 году так оценил вклад Миклошича в разработку кирилло-мефодиевской проблемы: «он ли первый точно определил древнейший, так называемый паннонский тип церковнославянского языка?». Изучив найденную А. А. Кочубинским в Пештском музее (Национальном музее Будапешта) трансильванскую рукопись начала XIX века, содержащую запись молитвенных песнопений на языке жителей русского «этнического куста», расположенного близ Германштадта в Трансильвании, Миклошич отказался от прежнего мнения о болгаризме трансильванских славян, признав их язык остатком языка дакийских славян.
Помимо славянских языков, Миклошич занимался исследованием романских, албанского, греческого и цыганского, а также участвовал в создании литературного словенского языка.
В 1879 году Франц Миклошич стал одним из основателей Литовского литературного общества.
За труд и заслуги перед научным обществом Миклошич получил титул графа, а также почётное гражданство Лютомера. В 1857 году он был избран членом-корреспондентом Санкт-Петербургской Академии наук.

### Политическая деятельность
В 1848 году, в возрасте 35 лет, Миклошич активно включился в политическую жизнь, был избран членом I Австрийского Учредительного собрания, стал председателем венского общества «Словения» и соучредителем программы «Объединённая Словения» (Zedinjena Slovenija). Манифест Объединённой Словении был опубликован Францем Миклошичем 29 апреля 1848 года в словенской газете «Novice», выходившей в Клагенфурте. В дальнейшем Миклошич был депутатом верхней палаты австрийского Рейхсрата от Либеральной конституционной партии.

## Избранные труды
- Radices linguae Slovenicae. Veteris dialecti. — Lipsiae: In Libraria Weidmannia, 1845.
- Lexicon linguae Slovenicae. Veteris dialecti. — Vindobonae, 1850. («Словарь старославянского языка»)
- Vergleichende Formenlehre der slavischen Sprachen (нем.). — 1856. — 582 S. («Сравнительная морфология славянских языков», труд, отмеченный премией Вольни)
- Monumenta Serbica Spectantia Historiam Serbiae, Bosniae, Ragusii (серб.). — Viennae, 1858. («Сербские памятники, освещающие историю Сербии, Боснии и Дубровника»)
- Die Sprache der Bulgaren in Siebenbürgen (нем.). — Wien, 1856. — S. 105—146. («Язык болгар Трансильвании»)
- Die Bildung der slavischen Personennamen // Denkschriften der Kaiserlichen Akademie der Wissenschaften. Philosophisch-Historische Classe (нем.). — Wien: Kaiserlich-Königlichen Hof- und Staatsdruckerei, 1860. («Структура славянских имён»)
- Lexicon palaeoslovenico-graeco-latinum: emendatum auctum. — Vindobonae: Guilelmus Braumueller, 1862—1865. — 1171 S. («Старославянско-греческо-латинский словарь»)
- Die Bildung der Ortsnamen aus Personennamen im Slavischen (нем.). — Wien, 1864.
- Slavischen Monatsnamen (нем.). — Wien, 1867.
- Die Legende vom hl. Cyrillus, Wien 1870 («Житие св. Кирилла»)
- Über die Mundarten und die Wanderungen der Zigeuner Europa’s (нем.). — Wien, 1872. («О диалектах и миграциях европейских цыган»)
- Altslovenische Lautlehre (нем.). — Wien, 1878.
- Geschichte der Lautbezeichnung im Bulgarischen (нем.). — Wien, 1883. («История звуковой нотации в болгарском»)
- Etymologisches Wörterbuch der slavischen Sprachen (нем.). — Wien, 1886. («Этимологический словарь славянских языков»)

«Сравнительная грамматика славянских языков», главный труд Миклошича:
- Vergleichende Grammatik der slavischen Sprachen (нем.). — Wien, 1879. — Bd. 1. — 596 S.
- Vergleichende Grammatik der slavischen Sprachen (нем.). — Wien, 1875. — Bd. 2. — 504 S.
- Vergleichende Grammatik der slavischen Sprachen (нем.). — Wien, 1876. — Bd. 3. — 550 S.
- Vergleichende Grammatik der slavischen Sprachen (нем.). — Wien, 1868—1874. — Bd. 4. — 894 S.